# 크레이머 (프로게이머)
크레이머(본명: 하종훈, 1996년 3월 9일 ~ )는 대한민국의 리그 오브 레전드 프로게이머로 아이디는 Kramer이다. 포지션은 AD 캐리이며 현재 리그 오브 레전드 프로리그의 LGD 게이밍에서 활동하고 있다. 

## 선수 생활
2015년 3월, 팀 GBK에 입단하면서 프로 커리어를 시작했다.
2015년 6월, LMS의 플래시 울브즈에 입단했다. 서머 시즌 간간히 출전했지만 언어 문제 등의 이유로 주전으로 도약하지는 못했다. 리그 오브 레전드 월드 챔피언십 2015의 로스터에 포함되면서 참가했다. 첫 경기에서는 선발로 출전했으나 이후 경기에서는 주전 자리를 내주었다.
2015 케스파컵에서는 영보스의 선수로 활동했다.
2016시즌을 앞두고 CJ 엔투스에 입단했다. 스프링 시즌 팀의 주전 원딜러로 활동하였으며 좋은 모습을 보여주었다. 서머 시즌에서는 스프링 시즌에 비해서 폼이 내려온 모습을 보여주었다. 팀은 승강전으로 내려갔으며 결국 챌린저스로 강등되었다.
2017시즌을 앞두고 아프리카 프릭스에 입단했다. 스프링 시즌 초반 좋지 못한 모습을 보여주었지만 시즌이 진행될 수록 점차 좋은 모습을 보여주었다. 2017년 3월 8일에 치러진 삼성 갤럭시와의 경기에서는 펜타킬을 기록하기도 했다. 서머 시즌에서는 스프링 시즌보다 더욱 좋아진 폼을 보여주면서 팀의 포스트시즌 진출에 기여했다.
2018 스프링 시즌에서도 좋은 모습을 보여주면서 팀의 준우승에 기여했다. 서머 시즌에서는 에이밍과 주전 경쟁을 하였지만 점차 밀리면서 서브 선수로 내려오게 되었다. 하지만 포스트시즌에서는 주전 원딜러로 활동했으며 와일드카드에서부터 시작한 팀의 준결승 진출에 기여했다. 리프트 라이벌즈 2018에서도 참가하였으며 에이밍과 번갈아가면서 출전하며 LCK의 준우승에 기여했다. 리그 오브 레전드 월드 챔피언십 2018에서는 로스터에 포함이 되면서 참가했다. 조별리그에서 좋은 모습을 보여주면서 팀의 8강 진출에 기여했다.
2019시즌을 앞두고 리그 오브 레전드 프로리그의 LGD 게이밍에 입단했다. 2019 시즌 동안 팀의 에이스로 활동했다.
2020시즌 동안에는 폼이 살짝 떨어지는 모습을 보여주었지만 그래도 좋은 모습을 보여주었다. 리그 오브 레전드 월드 챔피언십 2020에서 로스터에 포함이 되면서 참가하게 되었다. 플레이인 스테이지에서는 불안한 모습을 노출하기도 했으나 조별리그에서는 폼이 오른 모습을 보여주었다.
2021시즌에서도 팀의 주전 원딜러로 활동했다.

## 소속팀
| # | 팀명            | 소속 기간             | 소속 리그 | 비고 |
| - | --------------- | --------------------- | --------- | ---- |
| 1 | 팀 GBK          | 2015.03.09~2015.04.16 |           |      |
| 2 | 플래시 울브즈   | 2015.06.30~2015.11.15 | LMS       |      |
| 3 | 영 보스         | 2015.11.15            |           |      |
| 4 | CJ 엔투스       | 2015.12.28~2016.11.30 | LCK       |      |
| 5 | 아프리카 프릭스 | 2016.12.07~2018.11.20 | LCK       |      |
| 6 | LGD 게이밍      | 2018.11.28~           | LPL       |      |

## 수상 내역
- 리그 오브 레전드 월드 챔피언십 2015 8강
- 리그 오브 레전드 챔피언스 코리아 스프링 2018 준우승
- 리프트 라이벌즈 2018 준우승
- 리그 오브 레전드 월드 챔피언십 2018 8강